# ابوالاعور سلمی
ابوالاعوار عمرو بن سفیان سلمی از فرماندهان سپاه معاویه بود.

## نسب
وی از قبیلهٔ قدرتمند سلیم بود. پدرش در جنگ احد در لشکر بت‌پرستان قریش قرار داشت و مادرش مسیحی بود.

## زندگی
به نظر نمی‌رسد که ابوالاعور جزو صحابیون نزدیک محمد بوده باشد و احتمالاً به همراه سپاهی به فرماندهی یزید بن ابوسفیان به شام رفت. وی در جنگ یرموک فرماندهی بخشی از سپاه بود. از آن زمان به بعد، وی به بنی امیه پیوست و از کسانی بود بعد از نبرد صفین، علی وی را لعنت کرد. وی در فتح مصر به عمرو عاص یاری رساند و فرماندهی لشکرکشی‌های متعددی در حوالی دریای اطراف آن را بر عهده داشت. ابوالاعور همچنین توانایی‌های دیپلماتیک خود را نیز به نمایش گذاشت و در مذاکرات حکمیت صفین شرکت داشت و مقدمات دیدار حکمین در اذرح را فراهم نمود. او همچنین مأموریت یافت که مالیات جدیدی برای کشاورزان فلسطین تعیین کند. معاویه با دیدن خودمختاری‌های عمرو عاص در ادارهٔ مصر، در نظر داشت که ابوالاعور را به جای وی گمارد که این امر محقق نشد و ابوالاعور به امارت اردن منصوب شد. به خاطر خدمات قابل توجه وی به معاویه، مورخان وی را در زمرهٔ بهترین طرفداران معاویه قلمداد می‌کنند. ابوالاعور پیش از مرگ معاویه از صحنهٔ سیاست به کنار رفت.